# .17 HMR
.17 HMR (англ. .17 Hornady Magnum Rimfire — патрон кольцевого воспламенения фирмы Hornady) — малокалиберный патрон кольцевого воспламенения, созданный в 2002 году в США.

## История
.17 Hornady Magnum Rimfire был создан известной американской оружейной фирмой «Hornady» в 2002 году. За основу была взята гильза от широко распространённого патрона кольцевого воспламенения .22 WMR с истинным калибром пули 0,224 дюйма. Чтобы придать пуле нового патрона максимально возможную скорость при использовании гильзы от .22 WMR, её дульце обжали до 0,172 дюйма (4,37 мм). Задача была выполнена — при таком же пороховом заряде, как у .22 WMR, пуля нового патрона получила намного большую начальную скорость, до 775 м/с и даже выше. Однако пуля получилась необычно маленькой и лёгкой, стандартная пуля имеет массу 1,1 г. При столь высокой скорости, тем не менее, пуля .17 Hornady Magnum Rimfire отличается очень настильной траекторией и высокой кучностью, к чему и стремились разработчики.
Новый боеприпас, с необычными для патронов кольцевого воспламенения характеристиками, сразу завоевал значительную популярность. На волне его успеха фирмой Hornady в 2004 году был создан другой боеприпас такого же калибра — .17 Hornady Mach 2.

## Особенности и применение
.17 Hornady Magnum Rimfire, несмотря на свой малый калибр, существенно превосходит другие боеприпасы этого класса по кучности стрельбы и настильности траектории пули. Это повышает его ценность при спортивной стрельбе на дистанции больше 100 м.
После появления на американском рынке патрон .17 Hornady Magnum Rimfire стал пользоваться широкой популярностью. По мнению ряда авторов, он существенно расширил возможности малокалиберных патронов кольцевого воспламенения. Под него сразу же начал выпускаться широчайший ассортимент оружия (прежде всего, длинноствольного).
Данный боеприпас существует ещё не настолько долго, чтобы полностью раскрыть достоинства и недостатки, хотя уже можно сказать, что он соответствует своему основному назначению — спортивной стрельбе. Он годится также для отстрела грызунов (крыс, американских луговых собачек и так далее), но для более крупной дичи его мощность совершенно недостаточна. К тому же при стрельбе на открытом воздухе может сказываться малый вес пули, которая легко отклоняется даже слабым ветром.
Недостаток патрона по сравнению с другими боеприпасами этого класса — более высокая цена, что имеет значение при спортивной стрельбе, когда расход патронов исчисляется подчас сотнями. В США пачка на 50 шт. стоит в пределах 11-14 долл.